# Friedrich Justus Perels
Friedrich Justus Leopold Perels (* 13. November 1910 in Berlin; † 23. April 1945 ebenda) war ein deutscher Jurist und Widerstandskämpfer gegen den Nationalsozialismus.

## Leben

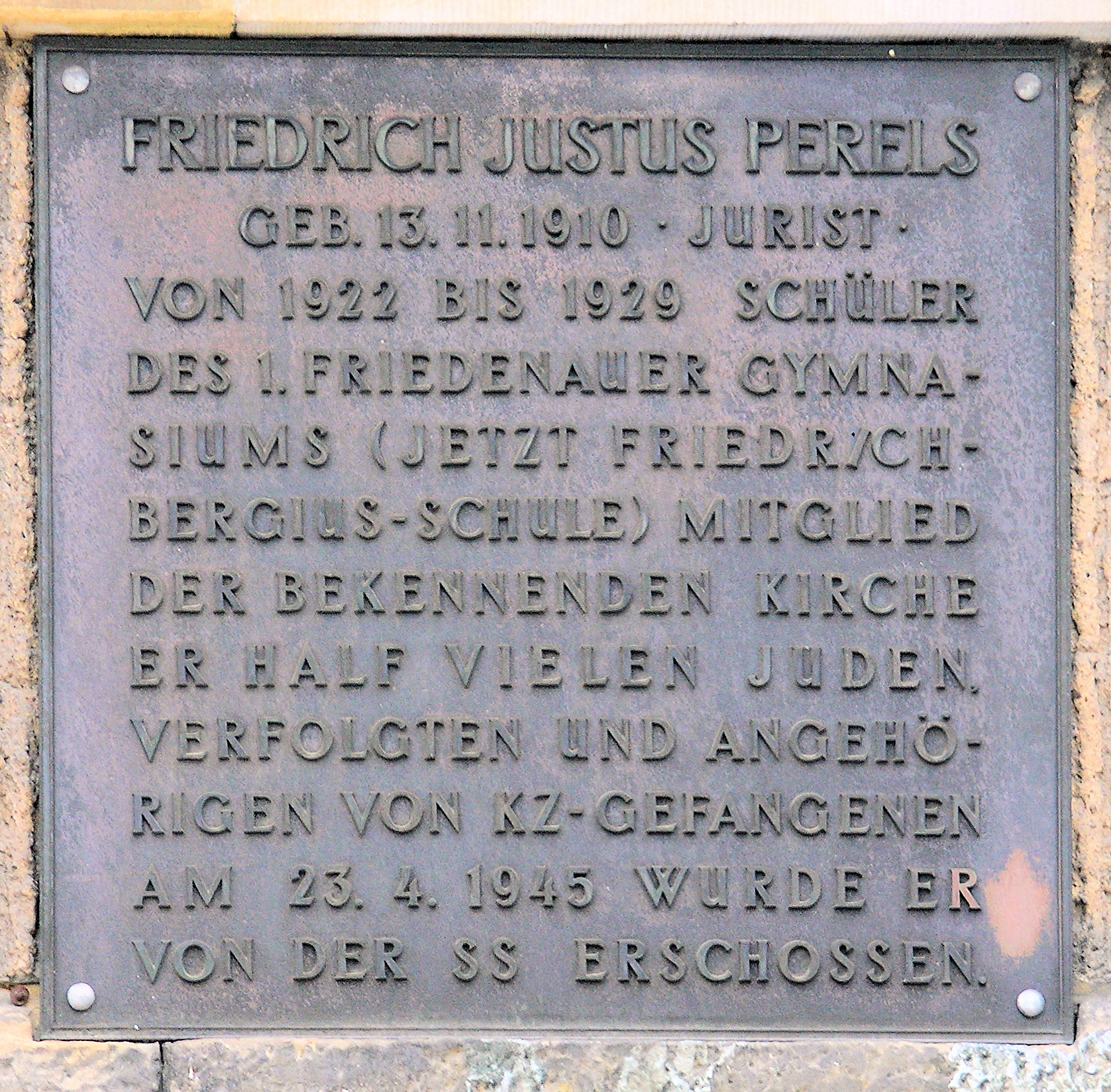
Gedenktafel an der
Friedrich-Bergius-Schule
(Perelsplatz 6–9) in Berlin-Friedenau

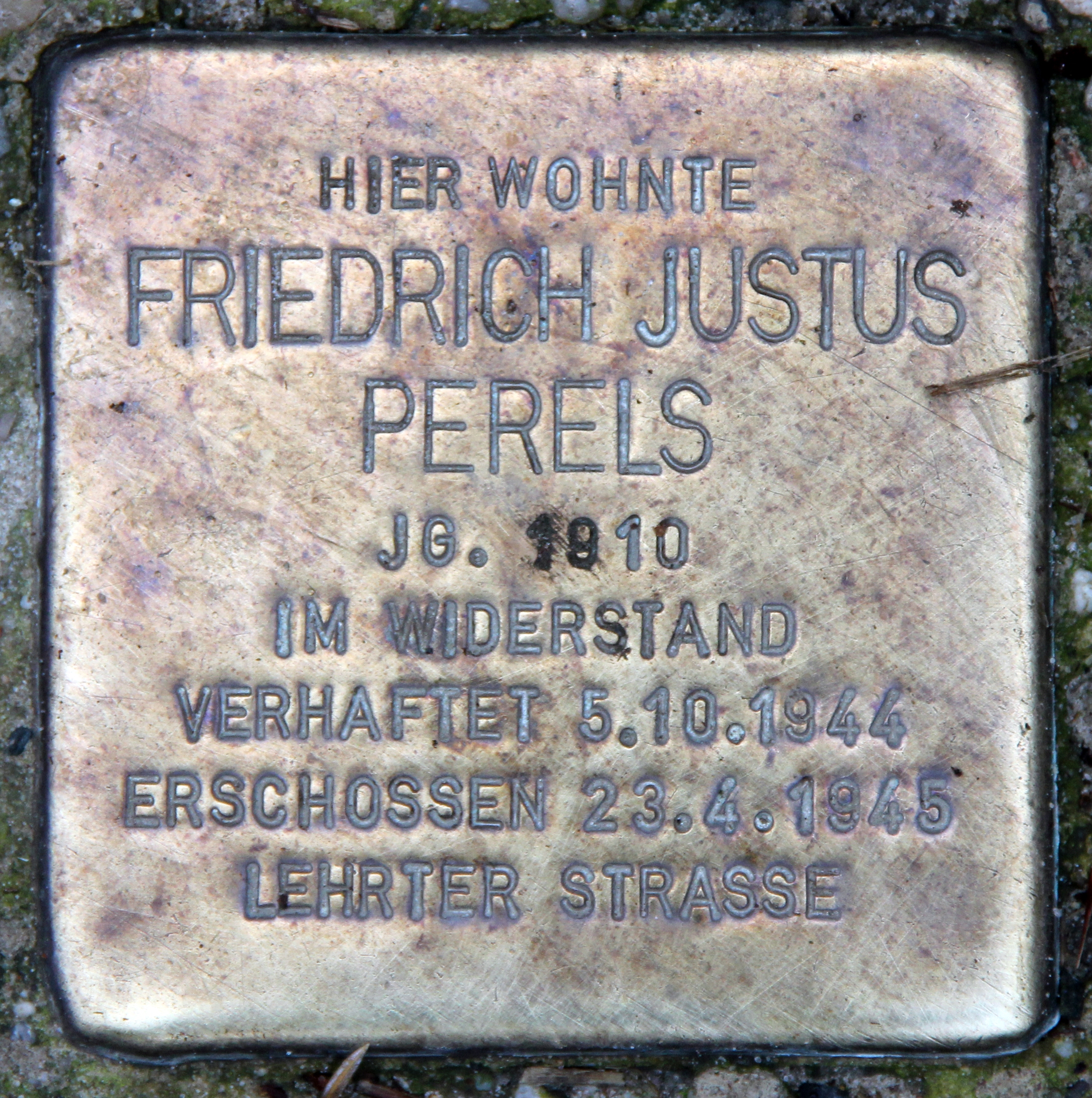
Stolperstein vor dem Haus Viktoriastraße 4a, in Berlin-Lichterfelde

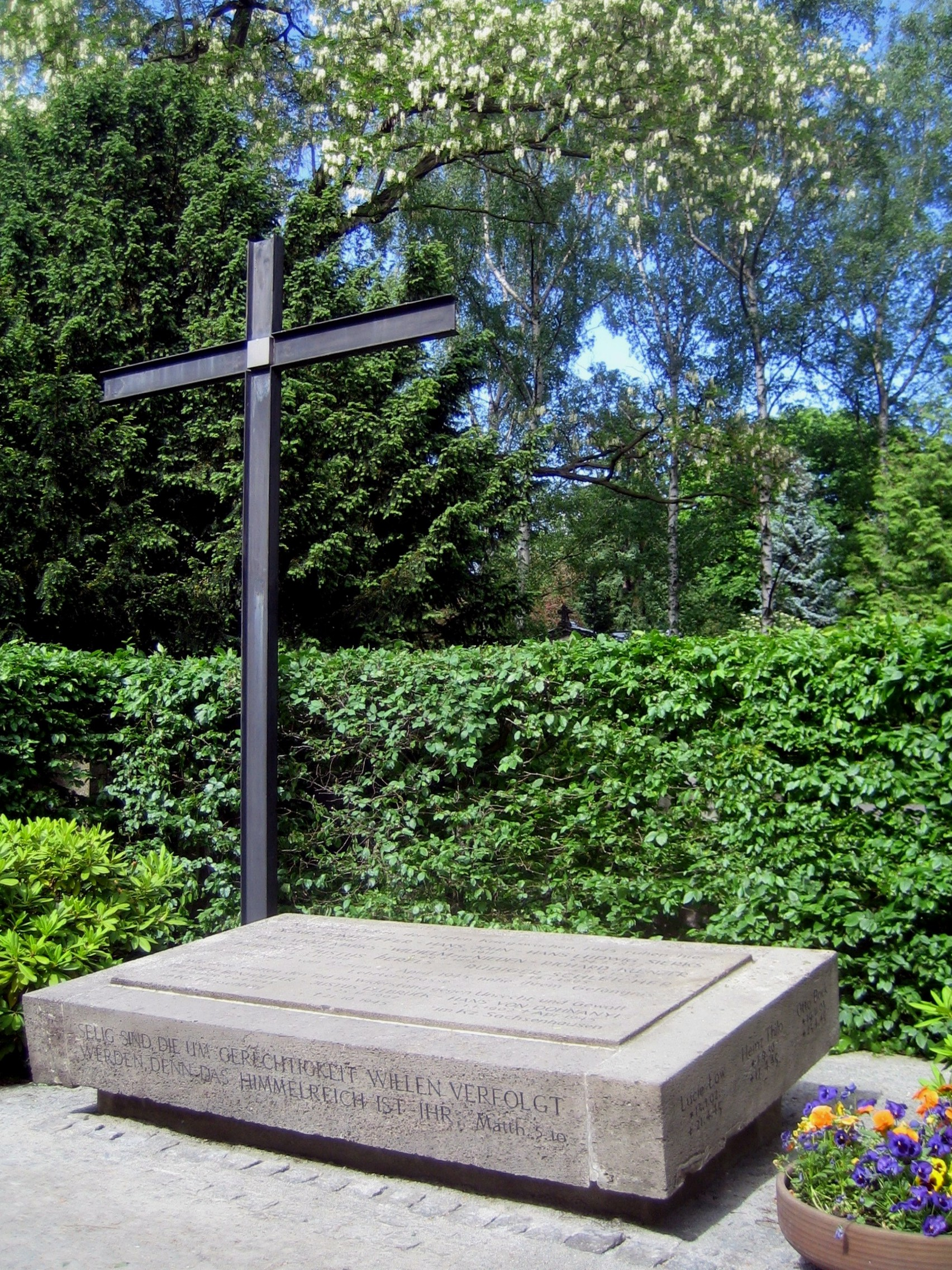
Grab von Friedrich Justus Perels und anderen auf dem Friedhof der Dorotheenstädtischen und Friedrichswerderschen Gemeinden

Friedrich Justus Perels war zweiter von vier Söhnen von Ernst Perels und dessen Ehefrau Antonie (geb. Hermes). Sein Großvater Ferdinand Perels war als Sohn jüdischer Eltern zum evangelischen Glauben konvertiert. Perels besuchte im Berliner Ortsteil Friedenau von 1922 bis 1929 das 1. Friedenauer Gymnasium (heute: Friedrich-Bergius-Schule) und studierte anschließend Rechtswissenschaften an der Universität Heidelberg, unter anderem bei Gustav Radbruch.
Am 1. April 1933 wurde Perels Rechtsreferendar, das Assessorexamen absolvierte er 1936. Während des Referendariats wurde Perels juristischer Berater des Pfarrernotbundes und der Bekennenden Kirche, der er angehörte. Ab 1936 war er Justitiar und Rechtsberater der Bekennenden Kirche der Altpreußischen Union. Er vertrat als Anwalt in vielfacher Weise die Interessen der Verfolgten des NS-Regimes. Als Justitiar beim Bruderrat der Bekennenden Kirche baute er ein juristisches Verteidigungssystem für Pfarrer, Kirchengremien und ihnen nahestehende Rechtsanwälte auf. Es gelang ihm, viele Angriffe von Staat, Partei und der deutsch-christlich dominierten Deutschen Evangelischen Kirche gegen die Bekennende Kirche und ihre Pfarrer abzuwenden. Anstelle der 1937 verbotenen Predigerseminare setzte er Sammelvikariate, in denen Hilfsprediger ausgebildet wurden.
Im Jahr 1940 heiratete Perels Helga Kellermann; 1942 wurde ihr Sohn Joachim Perels geboren.
Durch seinen Freund Dietrich Bonhoeffer kam er 1940 in Kontakt  zu Widerstandskreisen, insbesondere dem Freiburger und dem Kreisauer Kreis, sowie zum Widerstandskreis um Hans von Dohnanyi und arbeitete darin mit. So stellte er 1941 zusammen mit Bonhoeffer Dokumente über die Deportation der Juden zusammen, die von Dohnanyi an General Ludwig Beck weitergeleitet wurden, um oppositionelle Wehrmachtskreise zum Handeln zu bewegen. 1942 war Perels am Unternehmen Sieben beteiligt, das 14 Jüdinnen und Juden 1942 zur Flucht in die Schweiz verhalf.
Nach dem gescheiterten Attentat vom 20. Juli 1944 auf Adolf Hitler wurde Perels am 5. Oktober 1944 wegen „Nichtanzeige ihm bekannter Umsturzpläne und wegen illegaler Tätigkeit für die Bekennende Kirche“ verhaftet und zusammen mit einer Vielzahl weiterer Widerständler im Zellengefängnis Lehrter Straße inhaftiert.
Am 2. Februar 1945 wurde er vom Volksgerichtshof unter dem Vorsitz von Roland Freisler zum Tode verurteilt. Freisler kam am folgenden Tag bei einem alliierten Luftangriff ums Leben. Friedrich Justus Perels blieb weiter in Haft und wurde zusammen mit Klaus Bonhoeffer, Rüdiger Schleicher, Hans John, Carl Marks,:S. 309 Hans Sierks,:S. 310 Wilhelm zur Nieden, Richard Kuenzer, Albrecht Haushofer, Max Jennewein,:S. 193 Herbert Kosney,:S. 295 Carl Wilhelm Moll,:S. 299 Ernst Munzinger, Hans-Viktor von Salviati, Sergej Sossimow:S. 297 und Wilhelm Staehle beim Marsch vom Zellengefängnis Lehrter Straße zum Prinz-Albrecht-Palais in der Nacht vom 22. auf den 23. April 1945 von einem Sonderkommando des Reichssicherheitshauptamts ermordet.
Sein Vater, Ernst Perels, starb an den Folgen der Sippenhaft im KZ Flossenbürg.
Einen großen Teil des Nachlasses von Justus Perels verwahrt die Gedenkstätte Deutscher Widerstand. Auf dem um 1230 von den Grafen von Arnstein, Herren zu Ruppin, begründeten Zisterzienserinnen-Klostergelände in Lindow (Mark) wurde 1956 vom Landesbischof Otto Dibelius das neuerrichtete Rüstheim der Evangelischen Akademie Berlin-Brandenburg eröffnet, das auf seinen Vorschlag in Ermangelung einer Gedenkstätte für den Widerständler den Namen Justus Perels-Haus erhielt. Heute befindet sich hier eine theologische Bibliothek und am 1. Juli 2025 wurde dort in zwei Räumen eine von der Gedenkstätte Deutscher Widerstand kuratierte ständige Ausstellung über das Leben von Friedrich Justus Perels mit Fotografien und Dokumenten zu seinem Leben und Wirken eröffnet, zu der die Gedenkstätte Deutscher Widerstand auch einen Katalog veröffentlicht hat.

## Ehrungen

### Ehrengrab
Friedrich Justus Perels hat in Berlin auf dem Evangelischen Friedhof der Dorotheenstädtischen und Friedrichswerderschen Gemeinden ein Ehrengrab.

### Gedenktag
Sein kirchlicher Gedenktag ist der 22. April (der Tag vor seinem Todestag) im Evangelischen Namenkalender der Evangelischen Kirche in Deutschland.

### Gedenktafeln
Gedenktafeln gibt es in Berlin-Mitte in der Chausseestraße 126 und in Berlin-Westend im Fürstenbrunner Weg 69–77, außerdem an der Friedrich-Bergius-Oberschule an dem nach ihm benannten Perelsplatz in Berlin-Friedenau.